# Aulacorhynchus derbianus
Aulacorhynchus derbianus е вид птица от семейство Туканови (Ramphastidae).

## Разпространение
Видът е разпространен в Боливия, Еквадор, Колумбия и Перу.